# Международная ассоциация геодезии
Междунаро́дная ассоциа́ция геоде́зии (МАГ, англ. International Association of Geodesy, IAG) — некоммерческая общественная организация, в первоначальном виде основанная в 1862 году. Входит в состав Международного геодезического и геофизического союза (МГГС). Своим назначением Ассоциация провозглашает развитие геодезии путём:
- усовершенствования теории в результате исследований и образования
- сбора, анализа, моделирования и интерпретации данных наблюдений
- стимулирования технологического развития
- согласованного описания формы, вращения и гравитационного поля Земли и других планет

## Структура и деятельность
Общее руководство Ассоциацией осуществляют президент и вице-президент, текущей организационной работой руководит генеральный секретарь. Руководящими органами являются Совет, Исполнительный комитет и Бюро.
В Ассоциации созданы четыре комиссии, ответственные за развитие крупных направлений:
- комиссия 1 — отсчётные основы
- комиссия 2 — гравитационное поле
- комиссия 3 — вращение Земли и геодинамика
- комиссия 4 — определение координат и прикладные задачи

В свою очередь комиссии делятся на 24 подкомиссии и образуют рабочие и исследовательские группы, в которых сосредоточивается научная работа.
МАГ на регулярной основе проводит генеральные и научные ассамблеи, конференции и симпозиумы.
Издаёт Геодезический журнал (англ. Journal of Geodesy), вестник МАГ, справочник геодезиста, специальные публикации и труды симпозиумов.
Международные геодезические исследования, организуемые и направляемые МАГ, ведутся на трёх уровнях. Первый уровень это определение положений точек на земной поверхности относительно местных опорных пунктов, что необходимо для составления топографических карт. Второй — съёмка местности в масштабах всей страны, осуществляемая по отношению к глобальной опорной сети и учитывающая кривизну земной поверхности. Третий уровень — глобальная (высшая) геодезия — определение фигуры Земли и исследование её гравитационного поля.
В России непосредственное взаимодействие и сотрудничество с МАГ осуществляет секция геодезии Национального геофизического комитета РАН. Один раз в четыре года она составляет для МАГ «Национальный отчёт» о результатах, полученных российскими геодезистами за отчётный период времени.

## История

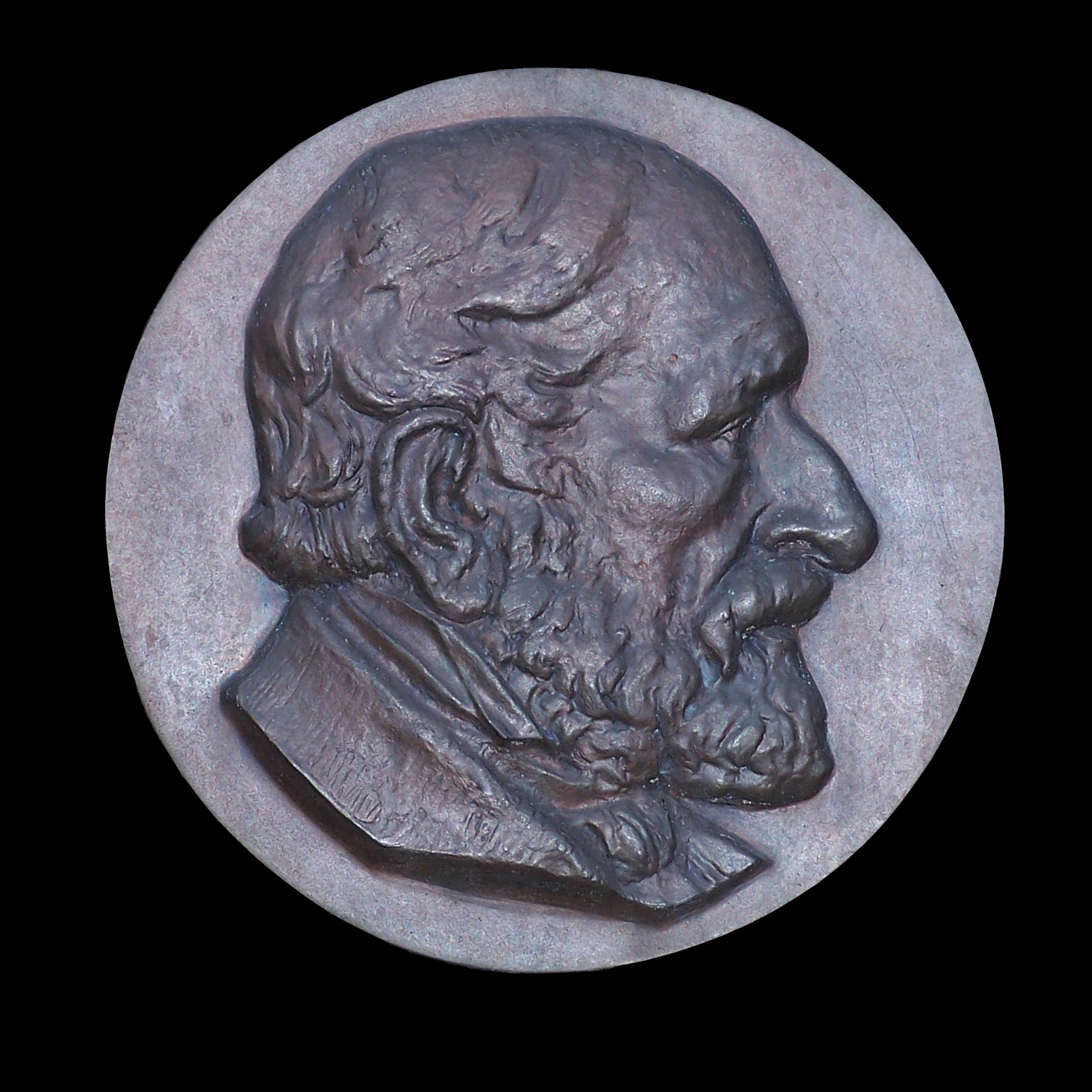
Иоганн Байер

МАГ отсчитывает свою историю от 1862 года. В этом году прусский геодезист генерал И. Байер сформулировал свои «Предложения по центральноевропейским градусным измерениям». Цель предлагавшегося в документе международного сотрудничества состояла в том, чтобы связать многочисленные центральноевропейские обсерватории  триангуляционными сетями и определить региональные и локальные аномалии кривизны фигуры Земли. К концу 1862 года 16 стран, включая Россию, выразили своё согласие участвовать в проекте. 
В октябре 1864 года в Берлине состоялась первая «Генеральная конференция представителей для центральноевропейских градусных измерений». Конференция согласовала организационную структуру (Постоянная комиссия, Центральное бюро и Генеральные конференции). К проекту вскоре присоединились практически все европейские страны, а затем и ряд стран Азии и Америки. В 1886 году организация получила наименование «Международная геодезическая ассоциация».
Первым президентом вновь созданной организации в 1864 году стал И. Байер, этот пост он бессменно занимал вплоть до 1885 года.
Из-за проблем, возникших в связи с первой мировой войной Ассоциация была реструктурирована и в 1919 году стала частью Международного союза геодезии и геофизики. Своё современное название организация приобрела в 1946 году.
МАГ рассматривает проект, осуществлённый по инициативе И. Байера, как своего предшественника и воспринимает 1862 год, как год основания Ассоциации. Соответственно, в 2012 году МАГ отмечала свой 150-летний юбилей, к поздравлениям с юбилеем присоединилась и Секция геодезии Национального геофизического комитета РФ.

## Научное сотрудничество
- Мадридская астрономическая обсерватория